# Crinoidea
Crinoidea (do grego krinon, lírio + eidos, forma + ea, caracterizado por) é uma classe de equinodermos que inclui os organismos conhecidos como crinoides, lírios-do-mar e comatulídeos. Os Crinóides recentemente foram denominados os ancestrais comum da classe dos Echinodermata. Os crinóides são animais exclusivamente marinhos que ocupam todas as profundezas até aos 6000 metros. Atualmente, a classe conta com apenas algumas centenas de espécies mas o registo geológico mostra uma biodiversidade muito maior dentro do grupo.
O modo de vida dos crinóides é variável. Algumas espécies vivem fixas a um substrato por um pedúnculo durante todo o ciclo de vida; outras podem apresentar fase adulta ou larvar de vida livre.
Os crinóides são organismos que se alimentam por filtração semelhante a uma planta mais do que um animal, lírios do mar são alguns dos animais mais atraentes, porém menos conhecidas dos oceanos profundos.
Existem basicamente duas teorias atuais mais abordadas entre os equinodermatólogos: a teoria Asterozoa-Echinozoa e a teoria Cryptosyringida. Em ambas teorias o grupo Crinoidea é o ancestral comum. Os grupos Echinoidea e Holothuroidea formam o denominado grupo Echinozoa. A hipótese Asterozoa-Echinozoa foi primeiramente proposta por Bather (1900). Nesta hipótese, suportada por análises moleculares e morfológicas, o clado Asterozoa é formado pelos grupos Ophiuroidea e Asteroidea.

## Morfologia

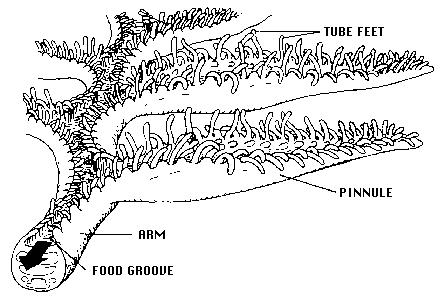
Ambulacrum Crinoidea

A principal parte do corpo destes organismos possui a forma de um cálice a qual é sustentada acima do substrato por um pedúnculo ou por um conjunto de apêndices articulados (cirros). Atualmente se conhecem 100 espécies pedunculadas e cerca de outras 600 não pedunculadas. O pedúnculo é composto por muitos discos calcários sobrepostos e unidos por tecido conectivo. Possuem sistema digestório tubular, composto de boca, intestino e ânus e está totalmente contido dentro do um complexo no cálice. Uma membrana (tegmen) recobre a superfície do cálice e suporta a superfície oral em geral, a boca está sempre voltada para cima em direção a coluna d’água. Várias placas calcárias são encontradas sobre o cálice provavelmente com função protetiva.
Estes organismos podem possuir de 5 a 200 braços articulados que partem a partir do cálice e sustentam canais do sistema hidrovascular. Ao longo destes braços há vários apêndices, chamados pínulas, formados de esqueleto calcário, os quais também possuem ramificações do sistema hidrovascular chamados pódios (pés tubulares ou pés ambulacrais).

Nas espécies pedunculadas o pedúnculo é responsável pela fixação do animal no substrato sustentando o cálice e os braços. Projeções articuladas, chamadas cirros, surgem da base do cálice e são responsáveis por ancorar o animal ao substrato nas espécies sem pedúnculo. 

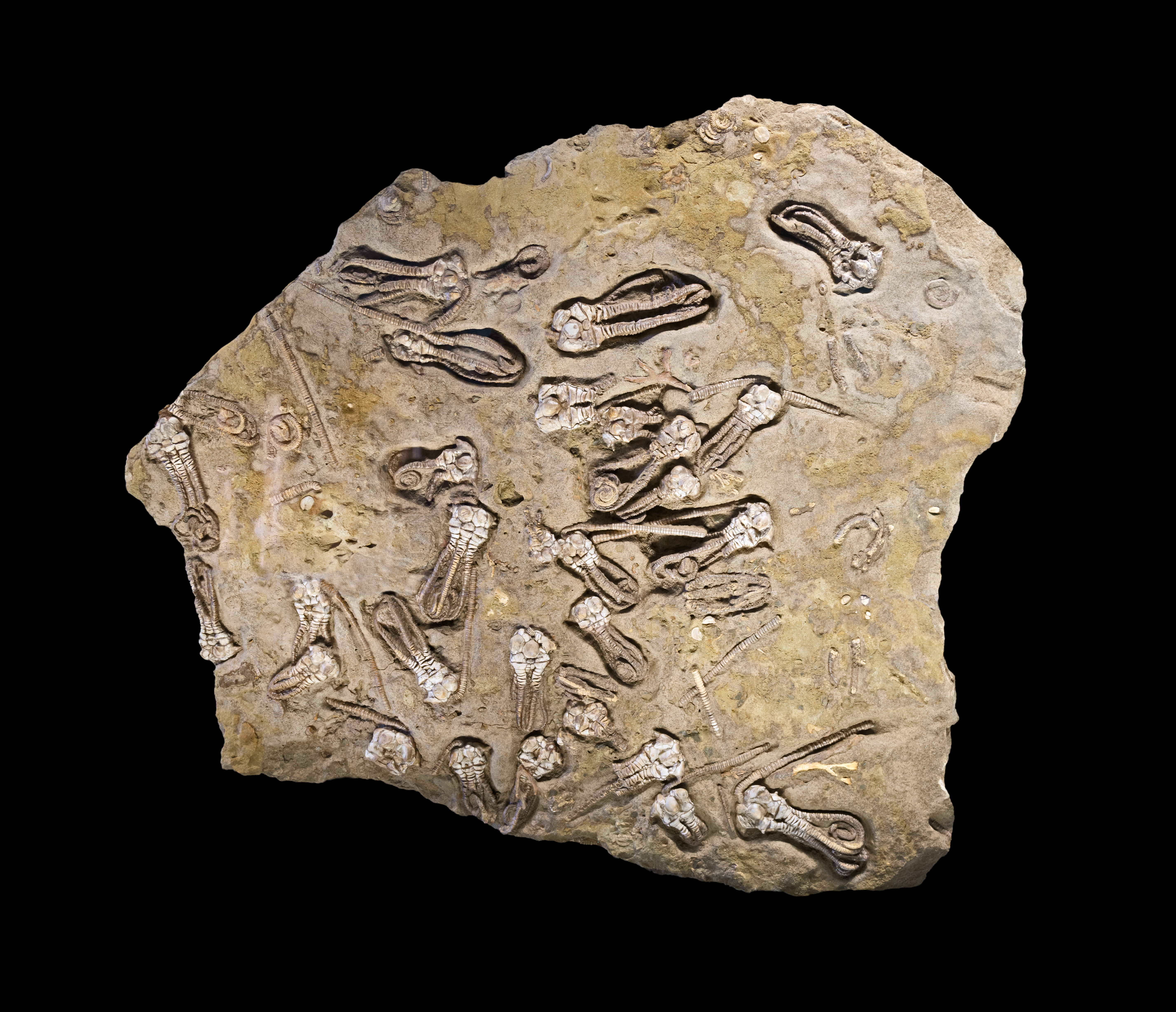
Jimbacrinus bostocki MHNT

## Sustentação e locomoção.
A sustentação dos equinodermos é um tanto singular no seu aspecto funcional. As espécies do filo apresentam um endoesqueleto constituído de pequenos ossículos calcários que se interligam por tecido conectivo formado por vários cristais de calcita e matriz proteica. As quantidades de cada parte, calcita e proteínas, na composição do esqueleto é variável em cada classe de equinodermos. Os crinóides apresentam esqueletos mais rígidos, com maior quantidade de calcita do que proteínas. Já estão os holoturóides, tem a parede corporal composta por pequenos ossículos calcários mergulhados em uma grande quantidade de matriz proteica. O endoesqueleto é originado no mesoderma e, é considerado inerte metabolicamente, pois não há células na sua composição. A parede do corpo apresenta camadas superficiais e internas de tecidos.
A locomoção do equinodermos está diretamente relacionada com a configuração geral do corpo, seus hábitos e o tipo de seus sistemas de sustentação. Exceto os crinóides sésseis, a maior parte destes organismos é capaz de se locomover rastejando e nadando sendo essas duas atividades executadas com sua parte aboral voltado em direção oposta ao substrato. Os cirros aborais são estruturas com função primária de fixação temporária e para retornar o corpo do animal para à posição normal quando este se encontrar virado para baixo. Quando estes animais rastejam seus braços são curvados para baixo e elevam o corpo do crinoidea acima do substrato, então o animal se locomove lentamente sobre as pontas dos braços. A natação no lírios-do-mar é realizada ação dos braços que batem lentamente e suavemente para cima e para baixo. No nado os braços são divididos em grupos que se movem em sincronia e de forma alternada, de modo em espécies com 10 braços por exemplo 5 se movem para cima e 5 para baixo e em espécies que apresentam maior quantidade de braços, geralmente múltiplos de cinco, estes se dividem em grupos funcionais de 5.

## Alimentação e Digestão
Os lírios-do-mar são animais que se alimentam de matéria orgânica em suspensão na coluna d’água, são suspensívoros. Suas regiões orais ficam voltadas para cima, os braços e pínulas são esticados para cima e de forma a cruzar com o fluxo das correntes a fim de se tornar uma superfície de captura de alimento, desta forma foram um funil que captura os detritos da coluna d’água.
Os braços possuem ramificações laterais, apêndices, chamados pínulas que se estendem para fora e ao longo de cada braço em duas fileiras laterais uma de cada lado do sulco ambulacral. As pínulas também possuem ramificações chamadas pódios (ou pés tubulares) que possuem glândulas secretoras de muco. Os sulcos ambulacrais abertos estendem-se ao longo da superfície superior dos braços e são revestidos por cílios que tem batimento em direção à boca. Quando partículas de alimento entram em contato com as pínulas ficam presas ao muco e são encaminhadas, pelo batimento flexionado repetido das pínulas, para dentro dos sulcos ambulacrais. Os cílios presentes nos sulcos através de seus batimentos vão conduzindo as partículas de alimento até a boca onde são ingeridas.
A boca é conectada a um esôfago curto, que leva a um intestino longo. O complexo intestino, contido todo no cálice, forma em sua parte terminal um curto reto com o ânus que se abre no cone anal, localizado próximo a base de um dos braços. A histologia do tubo digestivo dos crinóides foi descrita, porém muito pouco se sabe sobre a digestão nestes animais.

## Sistema vascular aquífero
O sistema vascular aquífero destes organismos funcionam completamente com base no líquido celômico. Não há madreporito externo, pelo contrário, muitos "canais pétreos" tem origem do canal circular que conecta aos canais celômico, tendo algumas espécies que possuem centenas desses canais pétreos. Os celomas periviscerais principais possuem funis ciliados voltados para o exterior através dos quais a água entra nas cavidades corpóreas, talvez como um método indireto para regular a pressão hidráulica dentro do sistema vascular aquífero. A partir do canal circular surgem os canais radiais principais que se alongam para dentro de cada braço e pés ambulacrais pareados orais localizados em cada interambúlacro.
O número de canais radiais corresponde ao número de braços de cada espécie e pode variar de cinco a duzentos e se ramifica naquelas em que os braços são ramificados. Além disso, os braços dos crinóides possuem pequenas ramificações laterais chamadas pínulas, das quais se estendem ramificações dos canais radiais.
Os pódios são bastante móveis e usualmente têm papilas adesivas em suas superfícies atuam primeiramente como estruturas sensoriais e para alimentação. As ventosas estão ausentes nos pódios que ocorrem ao longo das pínulas, frequentemente em grupo de três, e cada uma das tríades é usada por uma ramificação do sistema vascular aquífero.

## Circulação e Trocas gasosas
Os equinodermos possuem o transporte interno realizado em sua maioria por celomas periviscerais principais, que é expandido em vários graus pelo sistema aquífero e sistema hemal, que se derivam do celoma. Principalmente pela ação de cílios os fluidos são movidos nestes sistemas podendo também em alguns casos serem movidos por ação muscular. Um conjunto complexo de lacunas e canais mergulhados em canais celômicos chamados seios periemais formam o sistema hemal, e alguns desses canais hemais se organizam formando plexos reticulados.
O sistema hemal tem provavelmente como função distribuir os nutrientes de alimentos absorvidos no trato digestivo, seu funcionamento ainda não é totalmente compreendido. Porém foram realizados experimentos com estrelas-do-mar as quais receberam alimento marcado com C14 e observou-se que nutrientes absorvidos na digestão aparecem no sistema hemal poucas horas depois de sua absorção. Pelo que se pode observar os Crinoidea trocam oxigênio (O2) e dióxido de carbono (CO2) pelo interior de todas as partes finas expostas da parede do corpo, principalmente os pés ambulacrais.

## Excreção e Osmorregulação
Na grande maioria dos equinodermos os resíduos nitrogenados no caso da amônia é diluída e vai se espalhar através da superfície do corpo para o meio externo. Os celomócitos dos Crinoidea depositam resíduos em forma de bolas bem reduzidas ao longo dos lados dos sulcos ambulacrais. Porém ainda não foi observada o descarregamento desses resíduos.
No geral, os equinodermos são animais esteno-hialinas exclusivamente marinhos, e não precisam fazer a regulação osmótica dos íons de forma rigorosa. As evidências sugestivas que existem é de que equinodermos são organismos osmoconformadores. Água e íons passam através de suas superfícies corporais com facilidade, os líquidos corporais variam sua tonicidade conforme as oscilações do ambiente.

## Sistema nervoso e Órgãos dos sentidos
Os equinodermos possuem sistema nervoso descentralizado, difuso, e sem gânglio cerebral. Apresentam três redes neurais principais, que se integram entre si. Estas redes são: o sistema ectoneural (oral), sendo predominantemente sensorial, apesar de apresentar algumas fibras motoras, recebe informações sensoriais da epiderme. Este sistema consiste em um anel que se localiza logo abaixo do esôfago e possui cinco nervos associados que se irradiam para as extremidades. Nas espécies que possuem braços, esses cordões nervosos se estendem ao longo dos braços até o podia. Este sistema não é altamente desenvolvido em crinóides. O sistema hiponeural (oral profundo) responsável exclusivamente por funções motoras. É constituído também de um nervo circular com cinco nervos associados e distribuídos radialmente, porém encontram-se mais profundos nos tecidos do animal. E por fim o sistema entoneural (aboral), sendo esta a principal rede nervosa em crinóides com funções motoras e sensoriais. Partindo de uma massa no centro do complexo cálice tégmen, os nervos se irradiam para o pedúnculo (espécies pedunculadas), para os cirros (a pedunculados), e para cada braço. Esse sistema é ausente ou muito reduzido nos outros grupos de equinodermos.
Receptores sensoriais estão restritos principalmente em estruturas epiteliais simples e são inervadas por um plexo do sistema ectoneural. Células neurais localizados na epiderme respondem ao toque, substâncias químicas dissolvidas na água, correntes de água e luz. Apesar de possuírem sistema nervoso simples e falta de órgãos sensoriais os equinodermos apresentam comportamentos complexos. Há muito que se aprender sobre o funcionamento do sistema nervoso e as respostas comportamentais desses animais.

## Regeneração
A maior parte dos equinodermos é capaz de regenerar partes perdidas. Os Crinoidea constantemente autotomizam (desprendem, soltam) partes deles ou até mesmo braços inteiros como meio de defesa ou quando se sentem perturbados.

## Reprodução Sexuada
Apresentam um sistema reprodutor simples que está associado com derivações do celoma. A maioria dos equinodermos são dióicos, isto é, apresentam sexos separados (masculino e feminino). Os crinóides não possuem gônadas diferenciadas. O peritônio vai dar origem aos gametas a partir de processos celômicos conhecidos como canais genitais, encontrados dentro das pínulas na porção de origem de cada braço. Eles não possuem gonodutos, ou seja, a liberação dos gametas se dá por uma ruptura das paredes das pínulas. Apresentam vários métodos de incubação. A espécie Antedon e poucas outras espécies vão fixar os ovos sobre a epiderme das pínulas dos quais surgem. No momento que os ovos são fertilizados são liberados no meio externo, os embriões ficam protegidos pelo indivíduo parental até o seu nascimento.

## Algumas espécies fósseis
- Pentacrinites: Vivia em colónias, fixas em madeiras à deriva; o pedúnculo atingia os metros de comprimento.
- Marsupitsa, Saccocoma e Uintacrinus: Formas de vida livre

## Em Portugal
Em 2012, um grupo de investigadores descobriu a mais de 500 metros de profundidade, ao largo do Algarve, um campo de crinoides.

## Galeria

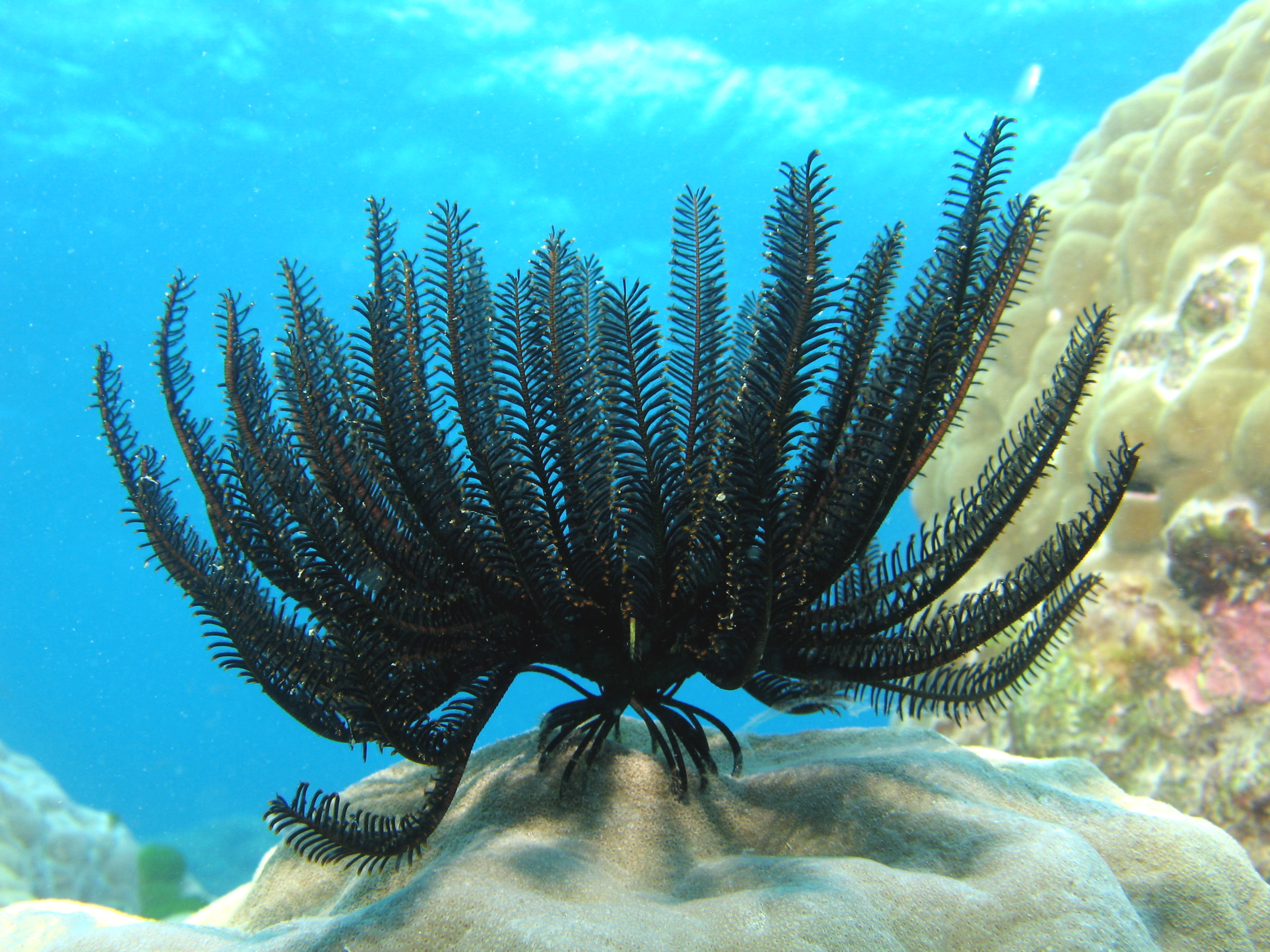
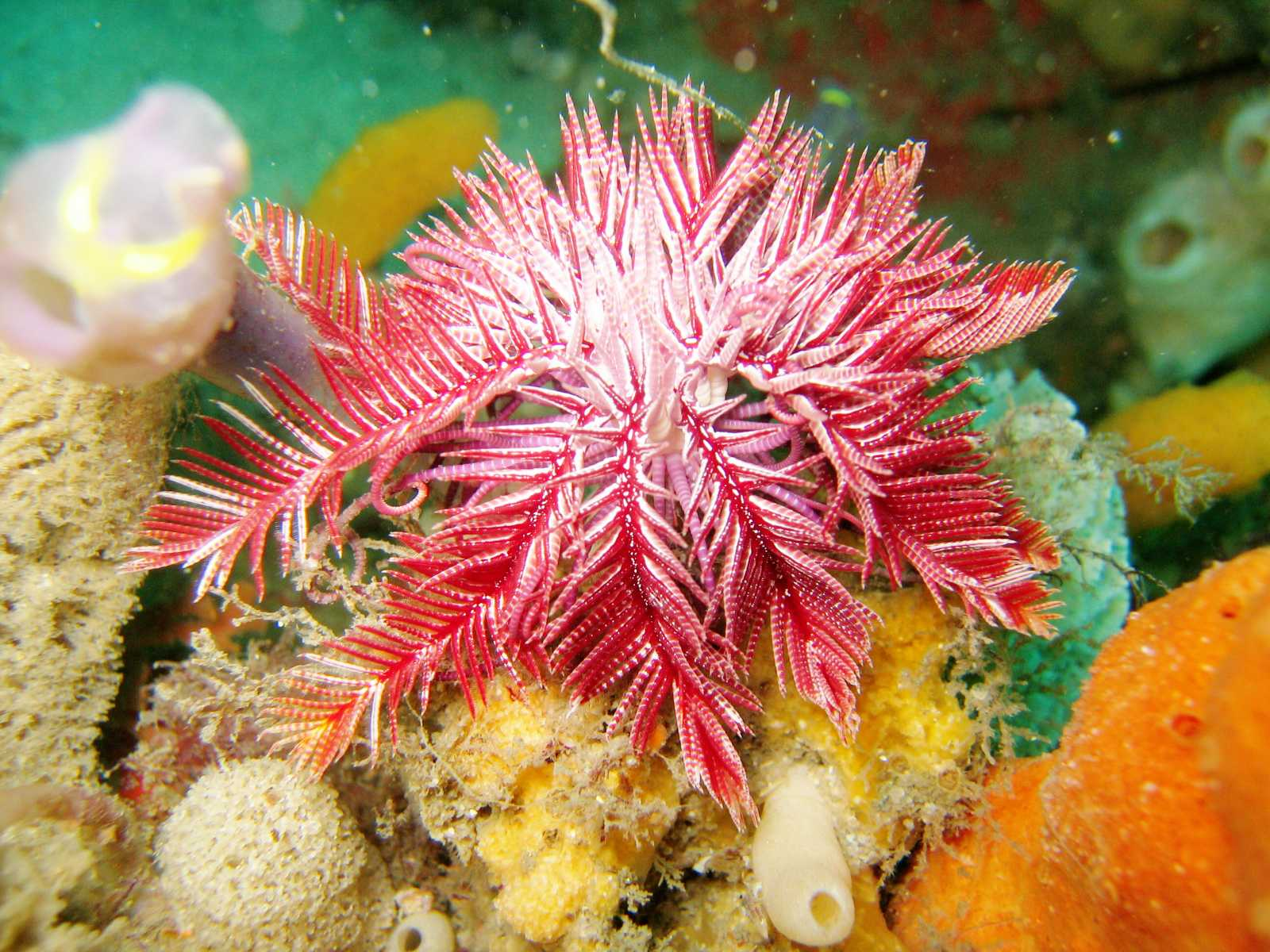
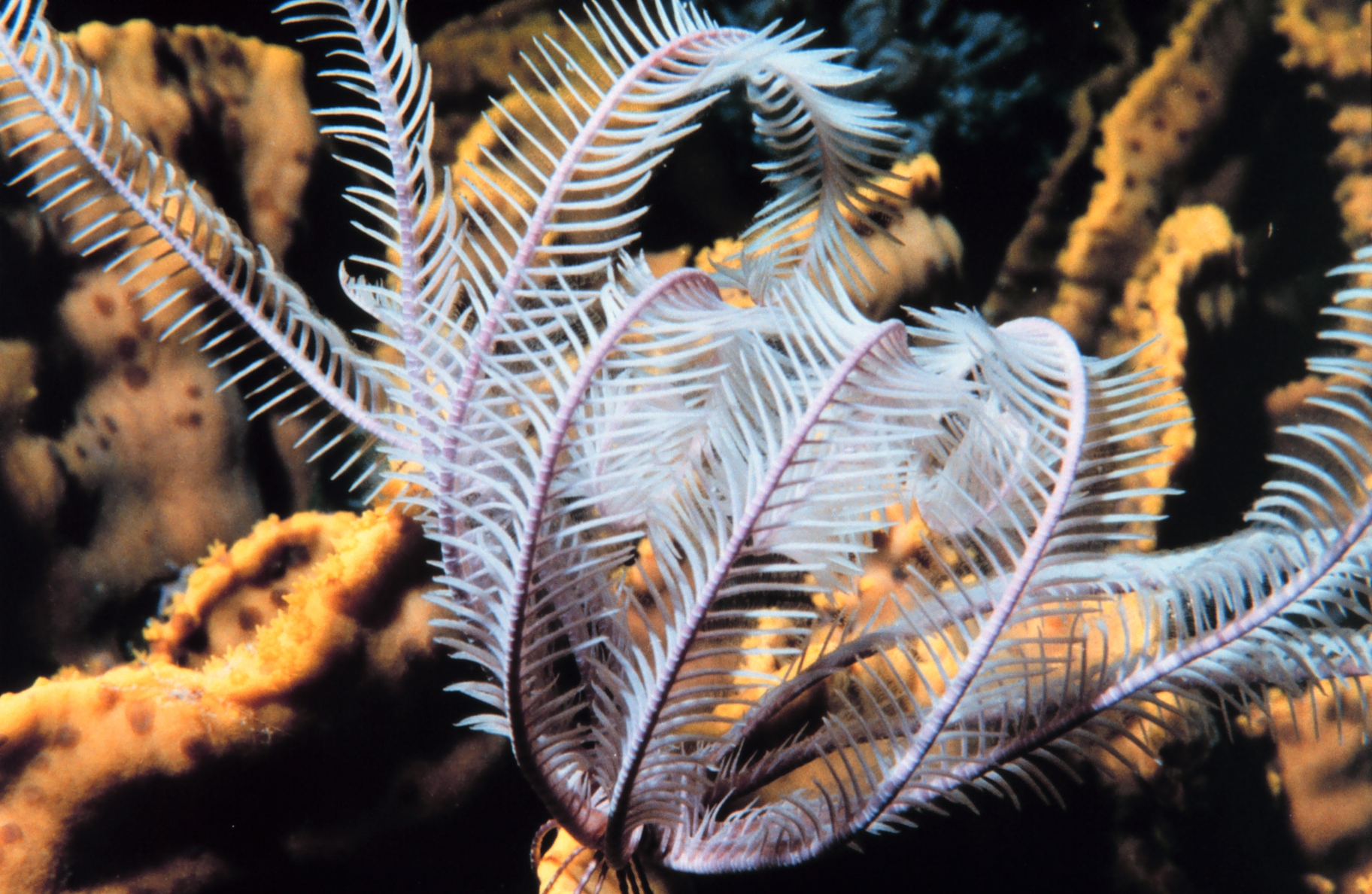
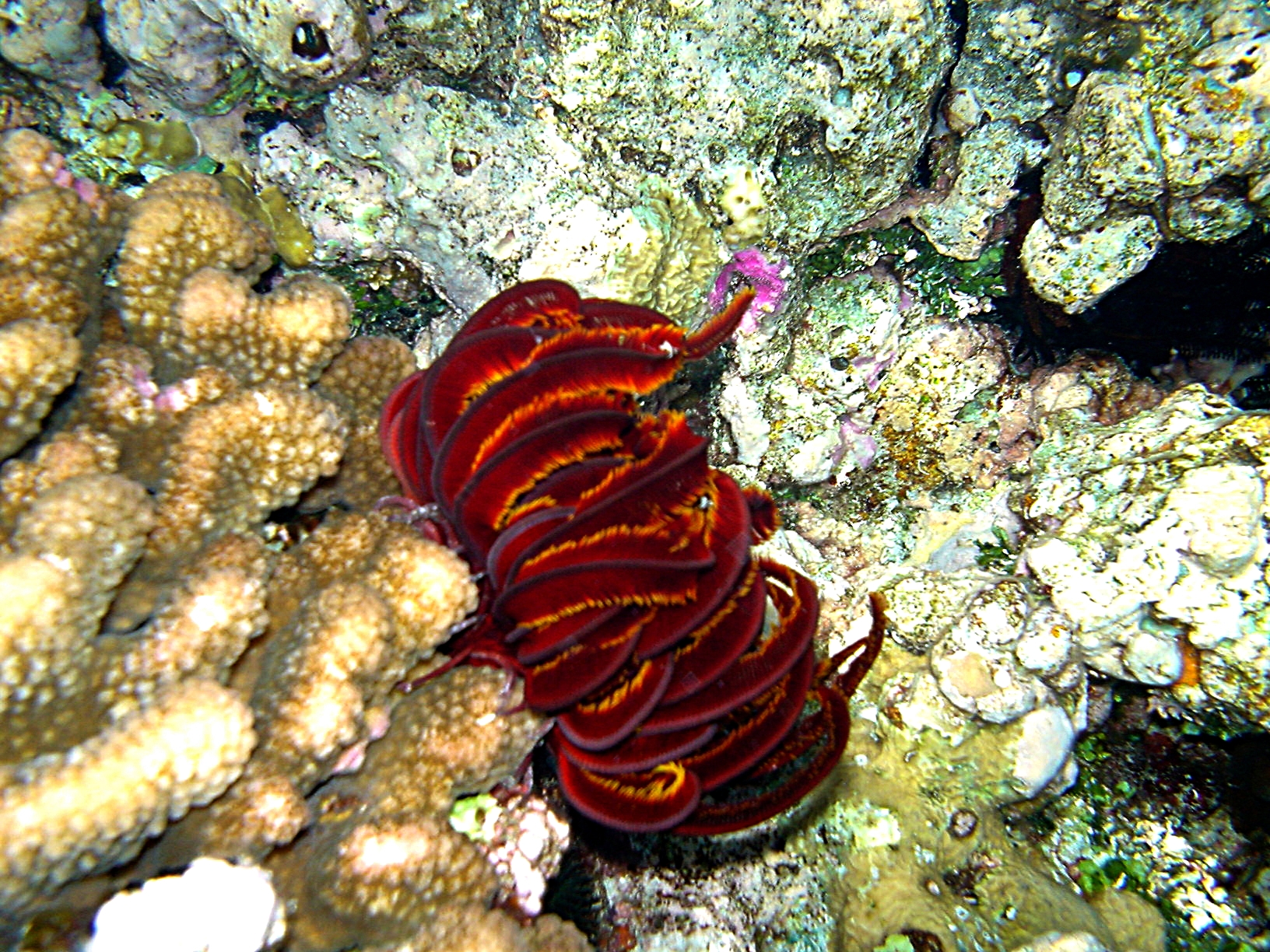
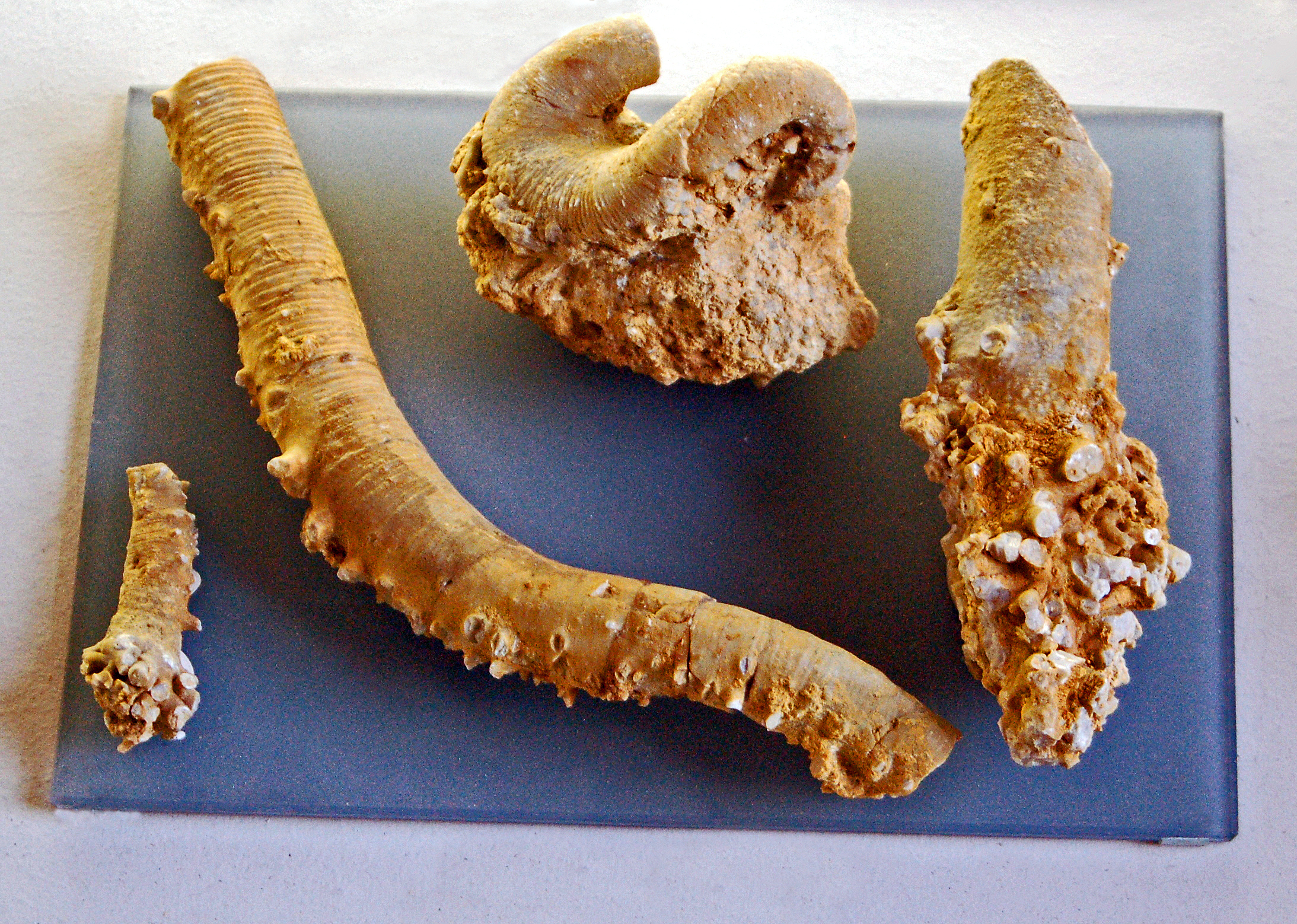
Crotalocrinites sp.